# 塚原まきこ
塚原 まきこ（つかはら まきこ、1968年（昭和43年）7月18日 - ）は、熊本県のラジオやMCをメインとして活動しているローカルタレント。熊本県熊本市出身。九州女学院短期大学児童教育学科卒業。オフィス・サッキー所属。本名は塚原 真喜子（読み同じ）。

## 略歴
女子高生バンドのドラマーとして活動していた高校1年生の時（九州女学院在学中）にアマチュアバンドを紹介するRKKラジオ（熊本放送）の番組に出演しラジオ初出演。そしてこの高校生の頃にスカウトされ、スパー（熊本県地区スパー本部）のCMキャラクターとしてデビュー。このCM起用が切っ掛けとなり、テレビ熊本（TKU）の番組でマスコットガールとして起用され、のちに同局の「若っ人ランド」のアシスタントを担当することとなる。
その後九州女学院短期大学児童教育学科へ進学するが、教員採用試験は受けず、大学卒業後もフリーのタレント活動を続ける。この時期、テレビ熊本が開局20周年企画として熊本県内98市町村（当時）を回るキャラバン隊のキャンペーンガールを募集しており、それに応募、キャラバン隊の一員として県内一円を回ることととなる。
ただ、当時タレント業を一生の生業とする意識は全くなかったという。
しかし、タレント活動を続けているうちに、いつしか制作会社（事務所）に所属することになり、ラジオパーソナリティ希望だったことからラジオディレクターに願い出たところ15分番組のアシスタント出演が決まり、これを皮切りにラジオの仕事を始めることとなる。このようにしてタレントとして多忙な日々を送ることとなる塚原だが、レギュラー番組が一段落した1996年、ふと「外に出てみたい」という衝動に駆られ、半年間フランス・カンヌへと留学する。
1997年、東京へと活動拠点を移す。
その後2002年3月頃まで東京を拠点に活動する。この時期には木村拓哉の出演したウイダーinゼリーのCMに出演していたこともある。
その後、父が亡くなり、母の介護が必要になった等の事情により熊本に帰郷、2002年4月より再び活動拠点を熊本に戻す。その後は2009年開始の「塚原まきこの福ミミらじお」に代表されるSNSを活用したラジオ番組の展開等の取り組みでも知られている。

## 人物・エピソード
- 身長164cm、血液型はA型。
- 趣味・特技：映画鑑賞、ピアノ、水泳、ゴルフ、スキューバダイビング等[12]。
- 中学生の頃からのラジオ好きである[1]。この頃YMOが好きだったことで、火曜日の夜は坂本龍一の『サウンドストリート』（NHK-FM）から『高橋幸宏のオールナイトニッポン』（ニッポン放送）を通して聴いていたという生活をしていた[2]。
- 音楽への造詣も深い。
- 映画通。CMナレーションも多い。
- フランス好きで映画好き故に、先述の通りカンヌへの留学経験がある[11]。
- 1987年頃の愛車はトヨタ・カローラⅡ・3ドア リトラSRであったとのこと[15]。
- 2012年2月19日に開催された、政令指定都市移行記念 「第1回熊本城マラソン2012」の歴史めぐりフルマラソンコースにエントリー[17]、6時間33分35秒(ネットタイムは6時間26分30秒)で完走。その後も熊本城マラソンにはフルマラソンや3キロコース（「復興チャレンジファンラン」）等、出場しなかった年は関連イベントの司会をつとめる等ほぼ毎年関わっている。
- 上述のマラソン含め、福ミミらじおのネット向け配信の企画として検定に挑戦する機会も多く、2017年7月13日には漢字検定2級[19]を取得している。
- 上述同様の企画で、2021年6月19日には「けん玉道」準初段[20][21]を取得している。2021年秋までに、グローバルけん玉ネットワークのけん玉先生、日本けん玉協会普及員の資格も取得している。
- 2021年12月31日、東京国際フォーラムにて、第72回NHK紅白歌合戦の三山ひろしの歌唱時に行われた5回目のけん玉世界記録チャレンジに、「けん玉ヒーローズ2021」のメンバーとして9番のゼッケンをつけ参加[22]し、ギネス世界記録達成に貢献した。

## 現在出演の番組等
ラジオ
- RKK熊本放送
  - 塚原まきこの福ミミらじお（月 - 木12:10 - 13:50）
  - 続・貫一お宮のマイスイートロード（月曜）
  - にわか法律相談所（土曜17:50 - 18:00）
  - Radioマンガ研究室（土曜21:30 - 22:00）
  - 空よ!（日曜21:00 - 22:00）

テレビCM
- 熊本中央信用金庫[23]（ナレーション、2019年頃 - ）

ラジオCM

## 過去出演の番組等
テレビ
- 若っ人ランド（テレビ熊本[5]）
- いまどきっ!マガジン タングラム（熊本放送、1991年4月 - 1995年?。初代MC）
- なるほど!ザ・ワールド（フジテレビ）
- 新鮮!生ワイド九州（JNN九州6局ネット）
- 昼どき日本列島・ふるさと水景色（NHK）
- 永遠の仔（日本テレビ）
- 夏休み直前スペシャル・とっておきの宿（新潟テレビ21）
- Style（WOWOWwave2）
- Todaysissue（BS-Bird）
- ブックプラスジャーナル（BS-Bird）

ラジオ
- 情報満載鉢盛りラジオ→毎度おなじみ鉢盛りラジオ（熊本放送、1995年7月 - 1996年、2002年4月 - 2005年4月1日[25]）
- Club Sunday Street（熊本放送、2001年10月7日[26][28] - 2005年4月3日）
- 塚原まきこの「音楽図鑑」（熊本放送）
- しあわせをつれてくる言葉（熊本放送）
- シネマ図鑑（RKKポッドキャストステーション）
- MORNING RADIO SHOW モニラ!（エフエム熊本）
- つかさの湯 presents Splash Hour（エフエム中九州→エフエム熊本、2004年 - 2012年・2013年 - 2023年）
- WORLDTOP100 1997 NATSU（NACK5）
- ENTERTHEYOKOHAMA（FMヨコハマ）
- スーパースターズJAPAN（ミュージックバード）

テレビCM
- 岩下樹木園
- 肥後銀行
- マルキン食品（やせ麺）
- 森永ウイダーinゼリー
- パソコン本舗(2020年6月 -)

ラジオCM
- 日本郵政公社
- 角川書店
- 熊本日日新聞

ナレーション
- マイクロソフト・エクセル2000虎の巻
- ソニープレイステーション　プレプレ

ビデオ
- グアム・天使教会

その他
- 小田急シネマステーション MC
- 姿月あさとインストアライブ、ファンクラブティーパーティー
- 宝塚「大海賊・ジャズマニア」MC